# هيثر رانكين
هيثر رانكين هي كاتبة أغاني ومغنية وممثلة كندية، ولدت في 24 أكتوبر 1967 في مابو، نوفا سكوشا ‏ في كندا.

## وصلات خارجية
- هيثر رانكين على موقع IMDb (الإنجليزية)
- هيثر رانكين على موقع ميوزك برينز (الإنجليزية)
- هيثر رانكين على موقع ديسكوغز (الإنجليزية)
- هيثر رانكين على موقع كينوبويسك (الروسية)